# Tropicomyia angioptericola
Tropicomyia angioptericola är en tvåvingeart som beskrevs av Shiao 2006. Tropicomyia angioptericola ingår i släktet Tropicomyia och familjen minerarflugor.
Artens utbredningsområde är Taiwan. Inga underarter finns listade i Catalogue of Life.